# Adlocutio

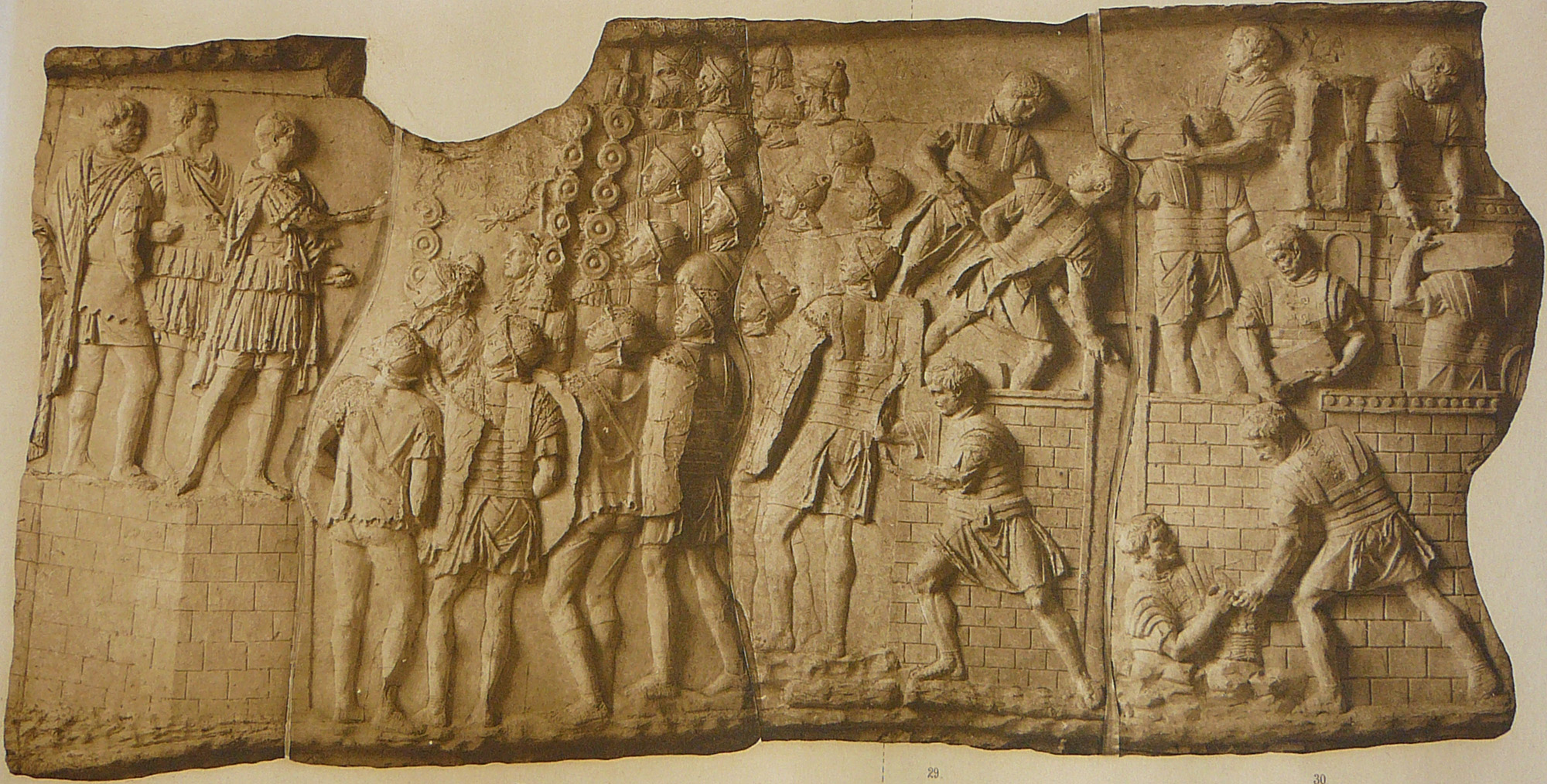
Adlocutio des Kaisers Trajan (3. von links) an sein Heer auf einem Relief der Trajanssäule (113 n. Chr.)

Adlocutio ist ein Begriff aus der lateinischen Literatur und der römischen Kunst.
In literarisch-rhetorischen Texten bezeichnet adlocutio im Allgemeinen eine persönlich ermunternde Ansprache oder Begrüßung, eine tröstende Rede (altgriechisch παραίνεσις parainesis) oder die direkte Ansprache eines Auditoriums (gr. apostrophe) durch einen Redner.
Mit einem politischen oder militärischen Bezug ist eine adlocutio eine persönliche Adresse an den Senat, die Volksversammlung oder an eine militärische Versammlung. Sie war dem Kaiser vorbehalten und erfolgte beispielsweise beim Amtsantritt oder bei der Adoption des Nachfolgers.
Die adlocutio ist auch ein Element der Symbolsprache der Numismatik und der Kunst der Kaiserzeit. Häufig ist eine adlocutio etwa auf Ehrensäulen und Triumphbögen (Trajanssäule, Mark-Aurel-Säule) dargestellt. Von Caligula bis Maxentius war die adlocutio ein beliebtes Motiv auf Münzen. Die adlocutio wird als Ansprache des Kaisers an seine Soldaten gezeigt, als Symbol der Verbundenheit von Kaiser und Militär. In der Spätantike treten adlocutio-Szenen hinter andere Bildprogramme zurück.

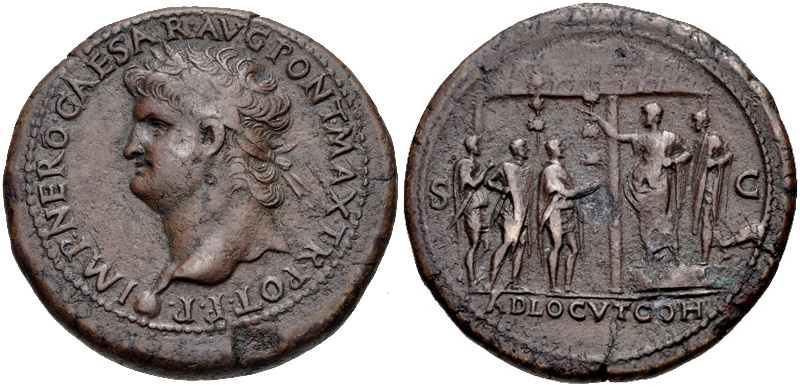
Münze aus der Zeit des Kaisers Nero (54–68) mit der Darstellung einer Adlocutio (rechts) und der Inschrift „ADLOCVT COH“

In dieser spezifischen Bedeutung ist das Wort adlocutio nicht literarisch oder inschriftlich belegt, jedoch kommt der Begriff vielfach auf Münzen vor (adlocutio coh. oder adlocutio coh. praet.).

## Literarische Belege (Auswahl)
- Quintilian inst. 9,2,37
- Seneca ad Helv. 1,3
- Valerius Maximus 2,7,4
- Varro ling. 6,57
- Sueton Tib. 23
- Livius per. 104
- Fronto Verus 132,1